# Netconf
NETCONF ou Network configuration é um protocolo para configuração de elementos de redes. Embora seja um protocolo completo de gerência de rede, ele se destaca na configuração dos equipamentos de rede.
Ao contrário de CLI e interfaces WEB, que estão voltadas para operações manuais, o NETCONF é definido para fornecer uma interface de programação, habilitando as aplicações de gerenciamento a configurar e monitorar os equipamento de rede.
Através do protocolo NETCONF, aplicação que irá gerenciar o equipamento utiliza chamadas de procedimento remoto para a comunicação com o agente. O gerente inicia então uma sessão NETCONF com agente. Através desta configuração, ele pode acessar as configurações, alterá-las e atualiza-las no equipamento. Essas informações são passadas através de um arquivo XML.

## Exemplo de uso do protocolo NETCONF
O Cliente (EMS) conecta no dispositivo (elemento de rede). A comunicação entre eles pode ser via BEEP, SSH ou SOAP (mais indicada). A partir desta comunicação entre eles é feita uma autenticação e autorização do usuário, bem como uma rápida troca de mensagens com as capacidades (ou funcionalidades) disponíveis do equipamento.
O cliente seleciona a operação que deseja realizar (consultar ou gravar informações, por exemplo). Esse pedido do cliente é encapsulado em um arquivo XML sob a tag RPC (remote procedure call). Isto quer dizer que esta chamada irá executar um procedimento no lado do servidor (dispositivo). Essas mensagens possuem um ID para identificação das mesmas pelos clientes e servidores. Assim, após executada a tarefa, o agente envia a resposta para o cliente com um ID igual ao passado na solicitação, com a tag RPC-REPLY. Desta forma é feita a comunicação entre o EMS e o dispositivo a ser gerenciado.
É preciso no entanto que seja definido um modelo de dado a ser manipulado, para que ambos os lados saibam quais os atributos configuráveis, e quais as operações sobre os mesmos. Este modelo de dados é equivalente à MIB SNMP, só que no formato XML (observação: existem diversas ferramentas que transformam uma MIB em XML, podendo facilitar a criação do modelo NETCONF).
Existem tags XML específicas para a configuração de equipamentos através de NETCONF. Dentre elas, <get-config>, <copy-config> e <edit-config>. Essas operações (invocadas através de RPC) retornam o modelo de dados com seus valores atuais. Para reconfigurar um equipamento seria necessários os seguintes passos:

Enviar a chamada de “lock” na configuração atual: <lock>
Enviar a chamada para editar a configuração atual: <edit-config>
Fazer a alteração desejada
Copiar a configuração para o dispositivo novamente: <copy-config>
Liberar a configuração: <unlock>
Fechar a sessão: <close-connection>